# カール・ビルト
カール・ビルト（Carl Bildt、1949年7月15日 - ）は、スウェーデンの政治家、外交官。1986年から1999年まで保守的自由主義政党である穏健党の党首を務め、この間、1991年から1994年にスウェーデンの首相を務めた。首相辞任後はユーゴスラビアを中心とするバルカン半島問題解決に動き、初代ボスニア・ヘルツェゴビナ上級代表や国際連合事務総長特別代表を務めた。

## 生い立ちと経歴
スウェーデンのハッランド県ハルムスタッドに生まれた。生家は古い貴族の家系である。第5代スウェーデン首相のギールス・ビルト Gillis Bildtは高祖父の父に当たる。このような環境にあってビルトも早くから政治に目覚め、学生時代に中道右派の学生組織である自由穏健学生連盟 Free Moderate Student Leagueの議長を務めた。1979年の総選挙で初当選。1980年代前半は野党議員として、外交問題に関する論客として注目を集め、スウェーデン社会民主労働党を率いるオロフ・パルメ首相に論争を挑んだ。1986年ウルフ・アデルソン Ulf Adelsohnの後任として穏健党党首に選出される。1991年総選挙で社会民主労働党を下し、穏健党など中道右派4党で連立政権を作り首相に就任した。

## 首相
ビルト政権は、内政面では長期に渡った社会民主労働党による高福祉高負担を修正しスウェーデン経済を自由化するとともに、外交面では社会民主労働党政権に引き続いて欧州連合加盟を目指した。1994年6月23日ギリシャ・コルフ島で開催された欧州首脳会議でスウェーデンのEU加盟が決定し、翌1995年スウェーデンはEUに正式加盟した。
国内の自由化では、教育バウチャー制の導入や、通信、エネルギー分野の市場自由化、社会福祉分野での公的企業の民営化などが実施された。
1992年11月スウェーデン・クローナは通貨危機に陥り、金融は混乱する。社会民主労働党との協議でクローナの切り上げが実施され事態はとりあえず収拾された。
1994年の総選挙では、穏健党は議席数を増やしたものの連立与党全体では議席を減らし、社会民主労働党に敗れたため、ビルト内閣は総辞職した。1999年に穏健党党首を辞任し、後任にボー・ルンドグレンが選ばれた。

## 外交官
首相辞任後のビルトは、外交に主眼を置いた。特に旧ユーゴスラビアを中心とするバルカン諸国の対立に対して調停者として活発に活動した。1995年6月から欧州連合旧ユーゴスラビア特別代表、1995年11月デイトン平和会議共同議長、1995年12月からボスニア紛争の直後、1997年6月までボスニア・ヘルツェゴビナ上級代表としてボスニア和平に尽力した。1999年から2001年まで、バルカン諸国における国連事務総長特別代表を務めた。

## 外務大臣
2006年10月6日、フレドリック・ラインフェルト内閣に外務大臣として入閣する。ビルトの入閣は首相経験者であり、ラインフェルトと以前から対立していたことから、多少の驚きを持って見られた。